# Mougheul
Mougheul est une commune de la wilaya de Béchar en Algérie.

## Géographie

### Situation
Le territoire de la commune de Mougheul est situé au nord de la wilaya de Béchar. Son chef lieu est situé à 52 km au nord-est de Béchar.
|         | ? (Maroc)      |            |
| Boukaïs | Nom ?          | Beni Ounif |
|         | Lahmar, Béchar |            |

### Localités de la commune
Lors du découpage administratif de 1984, la commune de Mougheul est constituée des localités suivantes : Mougheul et Menabha.